# Centrobasket 2016
El Centrobasket 2016, también conocido como el XXV Campeonato de baloncesto de Centroamérica y el Caribe, fue la 25.ª edición del campeonato regional de baloncesto de FIBA Américas. Este torneo otorgó 5 plazas a la División A de la Clasificación de FIBA Américas para la Copa Mundial de 2019 y a la Copa FIBA Américas de 2017, y 7 plazas a los Juegos Centroamericanos y del Caribe 2018. Se realizó en la Ciudad de Panamá, Panamá del 20 al 26 de junio de 2016. El campeón del torneo fue Puerto Rico tras derrotar a México en la final por la mínima de 84-83. República Dominicana logró la medalla de bronce al derrotar al anfitrión Panamá por 64-48.

## Clasificación
Calendario de clasificación
| Competición            | Fecha                         | Sede      | Plazas | Equipos clasificados                                     |
| ---------------------- | ----------------------------- | --------- | ------ | -------------------------------------------------------- |
| Centrobasket 2014      | 1 – 7 de agosto de 2014       | Nayarit   | 4      | México Puerto Rico República Dominicana Cuba             |
| Campeonato CBC 2015    | 15 – 22 de junio de 2015      | Road Town | 3      | Islas Vírgenes Estadounidenses Bahamas Antigua y Barbuda |
| Campeonato COCABA 2015 | 16 – 20 de septiembre de 2015 | San José  | 3      | Panamá (anfitrión) Costa Rica Nicaragua                  |

## Sistema de competición
Las diez selecciones participantes estuvieron divididas en dos grupos (A y B), luego se disputó una semifinal ubicando a las selecciones en llaves de acuerdo a su posición en la tabla de grupos y de allí se definierón los puestos para cada equipo y una final con los dos mejores de las respectivas llaves.

## Ronda preliminar

### Grupo A
| # | Equipo            | PJ | G | P | PE  | PP  | Dif  | Pts |
| - | ----------------- | -- | - | - | --- | --- | ---- | --- |
| 1 | Panamá            | 4  | 4 | 0 | 365 | 243 | +122 | 8   |
| 2 | Puerto Rico       | 4  | 3 | 1 | 380 | 279 | +101 | 7   |
| 3 | Cuba              | 4  | 2 | 2 | 326 | 293 | +33  | 6   |
| 4 | Nicaragua         | 4  | 1 | 3 | 241 | 357 | -116 | 6   |
| 5 | Antigua y Barbuda | 4  | 0 | 4 | 242 | 382 | -140 | 4   |

| 19 de junio de 2016 | Nicaragua                                                     | 50–98                | Cuba                                                                               |                                                                                              |  |
|                     | Parciales: 14 - 24, 15 - 31, 8 - 20, 13 - 23                  |                      |                                                                                    |                                                                                              |  |
|                     | Estadísticas Romario Ponce 13 Bartel López 11 Romario Ponce 5 | Reporte Pts Reb Asts | Estadísticas 18 Javier Justiz Ferrer 6 Javier Justiz Ferrer 6 Javier Justiz Ferrer | Pabellón: Arena Roberto Durán, Panamá Árbitros: José Reyes Mauricio Chinchilla Kendell Henry |  |

| 19 de junio de 2016 | Panamá                                                    | 103–48               | Antigua y Barbuda                                               |                                                                                                  |  |
|                     | Parciales: 23 - 9, 25 - 9, 32 - 14, 23 - 16               |                      |                                                                 |                                                                                                  |  |
|                     | Estadísticas Tony Bishop 17 Jaime Llodera 13 Joel Muñoz 6 | Reporte Pts Reb Asts | Estadísticas 11 Joel McIntosh 7 Sharife Sergeant 2 Kareem Meade | Pabellón: Arena Roberto Durán, Panamá Árbitros: Pablo Estévez Robinson Aracena Christian Wilmore |  |

| 20 de junio de 2016 | Antigua y Barbuda                                            | 62–74                | Nicaragua                                                       |                                                                                                  |  |
|                     | Parciales: 15 - 22, 13 - 13, 13 - 23, 21 - 16                |                      |                                                                 |                                                                                                  |  |
|                     | Estadísticas Lennox McCoy 15 Cohen Desouza 11 Lennox McCoy 6 | Reporte Pts Reb Asts | Estadísticas 18 Vansdell Thomas 13 Bartel López 8 Romario Ponce | Pabellón: Arena Roberto Durán, Panamá Árbitros: Robinson Aracena Kendell Henry Christian Wilmore |  |

| 20 de junio de 2016 | Puerto Rico                                                | 64–87                | Panamá                                                    |                                                                                              |  |
|                     | Parciales: 19 - 17, 18 - 28, 10 - 24, 17 - 18              |                      |                                                           |                                                                                              |  |
|                     | Estadísticas Peter Ramos 14 Peter Ramos 6 Angel Vassallo 5 | Reporte Pts Reb Asts | Estadísticas 18 Tony Bishop 10 Jaime Llodera 8 Joel Muñoz | Pabellón: Arena Roberto Durán, Panamá Árbitros: Cristiano Maranho José Reyes Michael Weiland |  |

| 21 de junio de 2016 | Cuba                                                                | 88–66                | Antigua y Barbuda                                          |                                                                                              |  |
|                     | Parciales: 20 - 15, 18 - 13, 24 - 20, 26 - 18                       |                      |                                                            |                                                                                              |  |
|                     | Estadísticas Javier Justiz Ferrer 18 Yordanis Jaca 10 Osmel Oliva 5 | Reporte Pts Reb Asts | Estadísticas 15 Lennox McCoy 8 Joel McIntosh 5 Kenya Achom | Pabellón: Arena Roberto Durán, Panamá Árbitros: José Reyes Mauricio Chinchilla Kendell Henry |  |

| 21 de junio de 2016 | Nicaragua                                                    | 57–98                | Puerto Rico                                                       |                                                                                                  |  |
|                     | Parciales: 12 - 24, 13 - 23, 18 - 24, 14 - 27                |                      |                                                                   |                                                                                                  |  |
|                     | Estadísticas Serbio Abea 19 Bartel López 8 Vansdell Thomas 4 | Reporte Pts Reb Asts | Estadísticas 22 Ramón Clemente 10 Ramón Clemente 6 Ángel Vassallo | Pabellón: Arena Roberto Durán, Panamá Árbitros: Pablo Estévez Robinson Aracena Christian Wilmore |  |

| 22 de junio de 2016 | Puerto Rico                                                      | 101–69               | Cuba                                                                    | |  |
|                     | Parciales: 20 - 18, 26 - 14, 21 - 17, 34 - 20                    |                      |                                                                         | |  |
|                     | Estadísticas Mike Rosario 25 Ramón Clemente 8 José Juan Barea 11 | Reporte Pts Reb Asts | Estadísticas 21 William Granda 9 Javier Justiz Ferrer 3 Yaser Rodriguez | Pabellón: Arena Roberto Durán, Panamá Árbitros: Cristiano Maranho Mauricio Chinchilla Michael Weiland |  |

| 22 de junio de 2016 | Panamá                                                   | 99–60                | Nicaragua                                                       |                                                                                            |  |
|                     | Parciales: 17 - 19, 19 - 16, 32 - 9, 31 - 16             |                      |                                                                 |                                                                                            |  |
|                     | Estadísticas Michael Hicks 16 Daniel King 6 Joel Muñoz 5 | Reporte Pts Reb Asts | Estadísticas 20 Vansdell Thomas 5 Alvin Camacho 5 Romario Ponce | Pabellón: Arena Roberto Durán, Panamá Árbitros: José Reyes Rodrigo Mejía Christian Wilmore |  |

| 23 de junio de 2016 | Antigua y Barbuda                                                | 66–117               | Puerto Rico                                                 |                                                                                                  |  |
|                     | Parciales: 15 - 32, 10 - 32, 18 - 23, 23 - 30                    |                      |                                                             |                                                                                                  |  |
|                     | Estadísticas Lennox McCoy 16 Burton y Sergeant 9 Achom y McCoy 4 | Reporte Pts Reb Asts | Estadísticas 21 Alex Galindo 5 tres jugadores 14 Alex Abreu | Pabellón: Arena Roberto Durán, Panamá Árbitros: José Reyes Mauricio Chinchilla Christian Wilmore |  |

| 23 de junio de 2016 | Cuba                                                            | 71–76                | Panamá                                                     |                                                                                              |  |
|                     | Parciales: 17 - 20, 10 - 17, 21 - 17, 23 - 22                   |                      |                                                            |                                                                                              |  |
|                     | Estadísticas Yordanis Jaca 13 Yordanis Jaca 7 Yaser Rodriguez 4 | Reporte Pts Reb Asts | Estadísticas 18 Michael Hicks 11 Tony Bishop 6 Tony Bishop | Pabellón: Arena Roberto Durán, Panamá Árbitros: Pablo Estévez Robinson Aracena Kendell Henry |  |

### Grupo B
| # | Equipo                         | PJ | G | P | PE  | PP  | Dif | Pts |
| - | ------------------------------ | -- | - | - | --- | --- | --- | --- |
| 1 | República Dominicana           | 4  | 4 | 0 | 323 | 276 | +47 | 8   |
| 2 | México                         | 4  | 3 | 1 | 322 | 292 | +30 | 7   |
| 3 | Islas Vírgenes Estadounidenses | 4  | 2 | 2 | 309 | 308 | +1  | 6   |
| 4 | Bahamas                        | 4  | 1 | 3 | 317 | 311 | +6  | 5   |
| 5 | Costa Rica                     | 4  | 0 | 4 | 230 | 314 | -84 | 4   |

| 19 de junio de 2016 | Islas Vírgenes Estadounidenses                         | 82–74                | Bahamas                                                        |                                                                                             |  |
|                     | Parciales: 21 - 10, 14 - 17, 26 - 23, 21 - 24          |                      |                                                                |                                                                                             |  |
|                     | Estadísticas Khalid Hart 18 Ivan Aska 8 Walter Hodge 7 | Reporte Pts Reb Asts | Estadísticas 16 Deandre Ayton 11 Deandre Ayton 5 Michael Carey | Pabellón: Arena Roberto Durán, Panamá Árbitros: Jorge Vazquez Rodrigo Mejía Michael Weiland |  |

| 19 de junio de 2016 | Costa Rica                                                        | 58–79                | República Dominicana                                      |                                                                                             |  |
|                     | Parciales: 7 - 18, 17 - 16, 10 - 23, 24 - 22                      |                      |                                                           |                                                                                             |  |
|                     | Estadísticas Marcos Castillo 15 Marcos Castillo 6 Isaac Conejo 10 | Reporte Pts Reb Asts | Estadísticas 15 Eloy Vargas 9 Eloy Vargas 4 Juan Coronado | Pabellón: Arena Roberto Durán, Panamá Árbitros: José Carrion Adrian Fernández Allan Mercado |  |

| 20 de junio de 2016 | Bahamas                                                     | 82–58                | Costa Rica                                                   |                                                                                          |  |
|                     | Parciales: 27 - 4, 13 - 21, 20 - 18, 22 - 15                |                      |                                                              |                                                                                          |  |
|                     | Estadísticas Deandre Ayton 18 Deandre Ayton 9 Abel Joseph 7 | Reporte Pts Reb Asts | Estadísticas 13 Daniel Simmons 6 Rohel Wilson 3 Kay Martínez | Pabellón: Arena Roberto Durán, Panamá Árbitros: José Carrion Rodrigo Mejía Allan Mercado |  |

| 20 de junio de 2016 | México                                                               | 91–83                | Islas Vírgenes Estadounidenses                            |                                                                                              |  |
|                     | Parciales: 18 - 13, 16 - 17, 22 - 29, 19 - 16 (T.E.: 16 - 8)         |                      |                                                           |                                                                                              |  |
|                     | Estadísticas Francisco Cruz 27 Hector Hernández 14 Jorge Gutiérrez 8 | Reporte Pts Reb Asts | Estadísticas 22 Ivan Aska 8 Craig Williams 4 Ángel Rivera | Pabellón: Arena Roberto Durán, Panamá Árbitros: Pablo Estévez Adrian Fernández Jorge Vazquez |  |

| 21 de junio de 2016 | Costa Rica                                                    | 46–78                | México                                                          |                                                                                           |  |
|                     | Parciales: 9 - 11, 14 - 25, 11 - 25, 12 - 17                  |                      |                                                                 |                                                                                           |  |
|                     | Estadísticas Kay Martínez 9 Marcos Castrillo 5 Rohel Wilson 3 | Reporte Pts Reb Asts | Estadísticas 11 Adrian Zamora 8 Lorenzo Mata 3 Cruz y Gutiérrez | Pabellón: Arena Roberto Durán, Panamá Árbitros: Michael Weiland Julio Anaya Rodrigo Mejía |  |

| 21 de junio de 2016 | República Dominicana                                          | 87–80                | Bahamas                                                      |                                                                                                  |  |
|                     | Parciales: 23 - 17, 20 - 19, 23 - 18, 21 - 26                 |                      |                                                              |                                                                                                  |  |
|                     | Estadísticas Víctor Liz 23 Juan José García 6 Juan Coronado 6 | Reporte Pts Reb Asts | Estadísticas 18 David Nesbitt 15 Deandre Ayton 4 Abel Joseph | Pabellón: Arena Roberto Durán, Panamá Árbitros: Cristiano Maranho Adrian Fernández Jorge Vazquez |  |

| 22 de junio de 2016 | Islas Vírgenes Estadounidenses                               | 75–68                | Costa Rica                                                      |                                                                                             |  |
|                     | Parciales: 18 - 11, 14 - 28, 19 - 7, 24 - 22                 |                      |                                                                 |                                                                                             |  |
|                     | Estadísticas Walter Hodge 14 Craig Williams 8 Walter Hodge 7 | Reporte Pts Reb Asts | Estadísticas 16 Kay Martínez 10 Daniel Simmons 3 Alonso Sánchez | Pabellón: Arena Roberto Durán, Panamá Árbitros: José Carrion Adrian Fernández Allan Mercado |  |

| 22 de junio de 2016 | México                                                              | 69–82                | República Dominicana                                        |                                                                                        |  |
|                     | Parciales: 20 - 17, 13 - 16, 12 - 20, 24 -29                        |                      |                                                             |                                                                                        |  |
|                     | Estadísticas Jorge Gutiérrez 21 Hector Hernández 7 Francisco Cruz 5 | Reporte Pts Reb Asts | Estadísticas 20 Eloy Vargas 8 Ángel Delgado 7 Juan Coronado | Pabellón: Arena Roberto Durán, Panamá Árbitros: Pablo Estévez Julio Anaya José Carrion |  |

| 23 de junio de 2016 | Bahamas                                                     | 81–84                | México                                                                 |                                                                                           |  |
|                     | Parciales: 26 - 18, 13 - 16, 12 - 20, 8 - 24                |                      |                                                                        |                                                                                           |  |
|                     | Estadísticas DeAndre Ayton 24 DeAndre Ayton 9 Leon Cooper 6 | Reporte Pts Reb Asts | Estadísticas 24 Hector Hernández 12 Jorge Gutiérrez 10 Jorge Gutiérrez | Pabellón: Arena Roberto Durán, Panamá Árbitros: Jorge Vazquez Rodrigo Mejía Allan Mercado |  |

| 23 de junio de 2016 | República Dominicana                                             | 75–69                | Islas Vírgenes Estadounidenses                                |                                                                                           |  |
|                     | Parciales: 12 - 14, 24 - 23, 27 - 12, 12 - 20                    |                      |                                                               |                                                                                           |  |
|                     | Estadísticas Ángel Delgado 21 Ángel Delgado 12 Mendoza y Rojas 3 | Reporte Pts Reb Asts | Estadísticas 15 Walter Hodge 10 Craig Williams 5 Walter Hodge | Pabellón: Arena Roberto Durán, Panamá Árbitros: José Carrion Julio Anaya Adrian Fernández |  |

## Fase final
|  | Semifinales          | Semifinales |    |             | Final                | Final |  |
|  |                      |             |    |             |                      |       |  |
|  |                      |             |    |             |                      |       |  |
|  | 24 de junio          |             |    |             |                      |       |  |
|  | Panamá               | 52          |    |             |                      |       |  |
|  | México               | 59          |    |             |                      |       |  |
|  |                      |             |    |             |                      |       |  |
|  |                      |             |    |             | 25 de junio          |       |  |
|  |                      |             |    |             | México               | 83    |  |
|  |                      | Puerto Rico | 84 |             |                      |       |  |
|  |                      |             |    |             |                      |       |  |
|  |                      |             |    |             |                      |       |  |
|  |                      |             |    |             | Tercer lugar         |       |  |
|  | 24 de junio          | 24 de junio |    | 25 de junio | 25 de junio          |       |  |
|  | República Dominicana | 69          |    | Panamá      | 48                   |       |  |
|  | Puerto Rico          | 74          |    |             | República Dominicana | 64    |  |

### Semifinales
| 24 de junio de 2016 | República Dominicana                                            | 69–74                | Puerto Rico                                                         |                                                                                               |  |
|                     | Parciales: 25 - 18, 12 - 13, 13 - 22, 19 - 21                   |                      |                                                                     |                                                                                               |  |
|                     | Estadísticas Eloy Vargas 18 Delgado y Vargas 6 Coronado y Liz 4 | Reporte Pts Reb Asts | Estadísticas 18 Angel Vasallo 8 Balkman y Sánchez 8 José Juan Barea | Pabellón: Arena Roberto Durán, Panamá Árbitros: Cristiano Maranho Kendell Henry Rodrigo Mejía |  |

| 24 de junio de 2016 | Panamá                                                                | 52–59                | México                                                              |                                                                                                 |  |
|                     | Parciales: 16 - 18, 15 - 14, 11 - 18, 10 - 9                          |                      |                                                                     |                                                                                                 |  |
|                     | Estadísticas Eugenio Luzcando 18 Akil Mitchell 9 Lloreda y Luzcando 3 | Reporte Pts Reb Asts | Estadísticas 15 Jorge Gutiérrez 11 Lorenzo Mata 4 Gutiérrez y Stoll | Pabellón: Arena Roberto Durán, Panamá Árbitros: Pablo Estévez Michael Weiland Christian Wilmore |  |

### Partido por el séptimo puesto
| 24 de junio de 2016 | Nicaragua                                                      | 77–120               | Bahamas                                                  |                                                                                                   |  |
|                     | Parciales: 21 - 32, 6 - 32, 22 - 30, 28 - 26                   |                      |                                                          |                                                                                                   |  |
|                     | Estadísticas Vansdell Thomas 29 Roger Muñoz 14 Alvin Camacho 3 | Reporte Pts Reb Asts | Estadísticas 18 Jean Cadot 8 Kentwan Smith 6 Leon Cooper | Pabellón: Arena Roberto Durán, Panamá Árbitros: José Carrion Robinson Aracena Mauricio Chinchilla |  |

### Partido por el quinto puesto
| 24 de junio de 2016 | Cuba                                                               | 70–95                | Islas Vírgenes Estadounidenses                               |                                                                                      |  |
|                     | Parciales: 19 - 21, 16 - 22, 17 - 28, 18 - 24                      |                      |                                                              |                                                                                      |  |
|                     | Estadísticas Yaser Rodriguez 21 William Granda 8 Yaser Rodriguez 5 | Reporte Pts Reb Asts | Estadísticas 19 Walter Hodge 6 Craig Williams 8 Walter Hodge | Pabellón: Arena Roberto Durán, Panamá Árbitros: José Reyes Julio Anaya Jorge Vazquez |  |

### Partido por el tercer puesto
| 25 de junio de 2016 | Panamá                                                           | 48–64                | República Dominicana                                         |                                                                                        |  |
|                     | Parciales: 5 - 20, 16 - 10, 14 - 24, 13 - 10                     |                      |                                                              |                                                                                        |  |
|                     | Estadísticas Jaime Lloreda 11 Jaime Lloreda 11 Ernesto Oglivie 3 | Reporte Pts Reb Asts | Estadísticas 11 Sadiel Rojas 7 Ángel Delgado 3 Juan Coronado | Pabellón: Arena Roberto Durán, Panamá Árbitros: Jorge Vazquez Rodrigo Mejía José Reyes |  |

### Final
| 25 de junio de 2016 | México                                                            | 83–84                | Puerto Rico                                                         |                                                                                             |  |
|                     | Parciales: 22 - 24, 12 - 25, 29 - 16, 20 - 19                     |                      |                                                                     |                                                                                             |  |
|                     | Estadísticas Héctor Hernández 20 Héctor Hernández 10 Paul Stoll 8 | Reporte Pts Reb Asts | Estadísticas 17 José Juan Barea 6 Balkman y Ramos 9 José Juan Barea | Pabellón: Arena Roberto Durán, Panamá Árbitros: Pablo Estévez Julio Anaya Cristiano Maranho |  |

| Bandera de Puerto Rico |
| Campeón Puerto Rico    |
| 11° título             |

## Posiciones finales
| Pos.              | Equipo                         | Récord |
| ----------------- | ------------------------------ | ------ |
| Medalla de oro    | Puerto Rico                    | 5-1    |
| Medalla de plata  | México                         | 4-2    |
| Medalla de bronce | República Dominicana           | 5-1    |
| 4                 | Panamá                         | 4-2    |
| 5                 | Islas Vírgenes Estadounidenses | 3-2    |
| 6                 | Cuba                           | 2-3    |
| 7                 | Bahamas                        | 2-3    |
| 8                 | Nicaragua                      | 1-4    |
| 9                 | Costa Rica                     | 0-4    |
| 10                | Antigua y Barbuda              | 0-4    |

|  | Clasificados a: - División A de la Clasificación de FIBA Américas para la Copa Mundial de 2019 - Copa FIBA Américas de 2017 - Juegos Centroamericanos y del Caribe 2018 |
|  | Clasificados a: - Juegos Centroamericanos y del Caribe 2018 |
|  | Descienden a: - División B de la Clasificación de FIBA Américas para la Copa de las Américas 2021                                                                       |